# Victorià d'Assan
Victorià d'Assan (Itàlia, final del segle v - Assan, Osca, ca. 561) va ésser un monjo d'origen italià que, establert al Pirineu aragonès, va ésser abat del monestir de Sant Martí d'Assan. És venerat com a sant per l'Església catòlica.

## Vida
D'origen italià, era probablement deixeble i seguidor de Benet de Núrsia quan aquest era fundant eremitoris a Subiaco. Marxà al sud de França amb altres companys per difondre el monaquisme benedictí i va assolir fama de taumaturg i sant. Fugint d'aquesta fama, cap al 522 va travessar els Pirineus i es va refugiar a la serra de Guara (província d'Osca), on vivien uns anacoretes que vivien agrupats en coves per assolir la perfecció de la vida cristiana.
Les gents d'aquell indret, que van valorar la seva cultura i espiritualitat, li oferiren una propietat a Arasarre (Isarre, Santa Eulalia la Mayor, actualment un lloc despoblat a la riba del Vadiello, afluent del Guatizalema), al sud de la serralada. S'hi instal·là fundant l'ermita de San Ginés, petit cenobi a una cova dedicat a sant Genís d'Arle. La fama de Victorià s'estengué per la regió i els monjos del monestir visigòtic de San Martín d'Asan, el més antic de tots, el van escollir com al seu abat. Victorià en reformà el ritu, adaptant-lo al model benedictí, i va redactar una regla, perduda, per a la comunitat.
Hi visqué com a abat fins al voltant del 561, quan va morir. Cap al 551 havia ordenat diaca Vicenç, que seria bisbe d'Osca; Venanci Fortunat esmenta Victorià als Carmina miscellanea, comentant les seves virtuts uns trenta o quaranta anys després.

## Veneració
El monestir esdevingué un veritable planter de clergues que s'estengueren per Aragó i la província eclesiàstica Tarraconense. Van ésser-ne monjos, entre d'altres: Vicenç d'Osca (557-576) o Audebert, bisbe d'Osca el 683 i el 693, com també Gaudiós de Tarassona, Aquilí de Narbona, Tranquil·lí de Tarragona o Eufrònim de Zamora.
Les relíquies de Victorià van rebre culte al monestir de San Martín d'Asan; van ésser traslladades al Castell-monestir de Montearagón. Va ésser molt venerat pels reis d'Aragó i Sobrarb, que duien les seves relíquies al camp de batalla, com a talismà.
Al segle xi es funda a El Pueyo de Araguás el Reial Monestir de Sant Victorià d'Assan, que va rebre beneficis dels reis aragonesos i que va subsistir fins al 1835. Les relíquies del sant s'hi portaren i s'hi veneraven en una arca d'argent del segle xvii. En iniciar-se la Guerra Civil, el monestir, ja abandonat, fou assaltat i bona part del seu patrimoni es perdé: consta que l'arca fou portada pels assaltants a Aínsa, on se'n perd el rastre.